# Władimir Modosian
Władimir Giegamowicz Modosian (ros. Владимир Гегамович Модосян; ur. 16 czerwca 1958) – radziecki zapaśnik startujący w stylu wolnym.
Mistrz świata w 1986 i trzeci w 1987. Wicemistrz Europy w 1982 i 1987. Triumfator igrzysk Dobrej Woli w 1986. Drugi w Pucharze Świata w 1986 i trzeci w 1984. Pierwszy w drużynie w 1985 roku.
Mistrz ZSRR w 1986 i 1987; drugi w 1984 i 1985; trzeci w 1981, 1982, 1983 i 1988 roku.